# Campeonato Sub-17 de la AFC 2006
El Campeonato Sub-17 de la AFC de 2006 fue un torneo de fútbol para jugadores menores de 16 años, con sede en Singapur entre el 3 de septiembre y el 16 de septiembre.
El torneo organizado por la Confederación Asiática de Fútbol, es clasificatorio para la Copa Mundial de Fútbol Sub-17 de 2007 a realizarse en Corea del Sur, entregando cuatro cupos para el Mundial.
El nombre de la reunión se cambió de a Campeonato Sub-16 de la AFC en esta reunión último por Campeonato Sub-17 de la AFC.

## Sedes
| Singapur            | Singapur         |
| ------------------- | ---------------- |
| Jalan Besar Stadium | Bishan Stadium   |
| Capacidad: 6,000    | Capacidad: 3,500 |
|                     |                  |

## Resultados

### Primera fase

#### Grupo A
| Equipo        | Pts | PJ | PG | PE | PP | GF | GC | Dif |
| ------------- | --- | -- | -- | -- | -- | -- | -- | --- |
| Japón         | 7   | 3  | 2  | 1  | 0  | 10 | 3  | +7  |
| Corea del Sur | 6   | 3  | 2  | 0  | 1  | 7  | 4  | +3  |
| Singapur      | 2   | 3  | 0  | 2  | 1  | 2  | 4  | -2  |
| Nepal         | 1   | 3  | 0  | 1  | 2  | 0  | 8  | -8  |

| 3 de septiembre de 2006 | Corea del Sur                                           | 3 – 1 | Singapur        | Jalan Besar Stadium, Kallang   |                                |
|                         | Choi Jin-soo 35' · Kim Jung-Hyun 66' · Gu Ja-Myeong 88' |       | Quak Jun-Yi 56' | Asistencia: 1,500 espectadores | Asistencia: 1,500 espectadores |

| 3 de septiembre de 2006 | Japón                                                         | 6 – 0 | Nepal | Jalan Besar Stadium, Kallang   |                                |
|                         | Yamada 8' · Okamoto 13' · Hanato 69' 77' · Mizunuma 80' 90+1' |       |       | Asistencia: 1,800 espectadores | Asistencia: 1,800 espectadores |

| 5 de septiembre de 2006 | Singapur                         | 1 – 1 | Japón        | Jalan Besar Stadium, Kallang   |                                |
|                         | Muhammad Izzdin Yacob 86' (pen.) |       | Kakitani 81' | Asistencia: 1,500 espectadores | Asistencia: 1,500 espectadores |

| 5 de septiembre de 2006 | Corea del Sur                        | 2 – 0 | Nepal | Jalan Besar Stadium, Kallang   |                                |
|                         | Seol Jae-Mun 45' · Joo Sung-Hwan 81' |       |       | Asistencia: 2,277 espectadores | Asistencia: 2,277 espectadores |

| 7 de septiembre de 2006 | Japón                         | 3 – 2 | Corea del Sur         | Jalan Besar Stadium, Kallang   |                                |
|                         | Mizunuma 19' 90' · Otsuka 67' |       | Joo Sung-Hwan 59' 74' | Asistencia: 2,348 espectadores | Asistencia: 2,348 espectadores |

| 7 de septiembre de 2006 | Singapur | 0 – 0 | Nepal | Bishan Stadium, Bishan         |  |
|                         |          |       |       | Asistencia: 2,000 espectadores |  |

#### Grupo B
| Equipo     | Pts | PJ | PG | PE | PP | GF | GC | Dif |
| ---------- | --- | -- | -- | -- | -- | -- | -- | --- |
| Tayikistán | 9   | 3  | 3  | 0  | 0  | 7  | 4  | +3  |
| Irán       | 4   | 3  | 1  | 1  | 1  | 2  | 2  | 0   |
| Irak       | 2   | 3  | 0  | 2  | 1  | 1  | 2  | -1  |
| Yemen      | 1   | 3  | 0  | 1  | 2  | 4  | 6  | -2  |

| 3 de septiembre de 2006 | Irán             | 1 – 0 | Yemen | Bishan Stadium, Bishan       |                              |
|                         | Alimohammadi 32' |       |       | Asistencia: 100 espectadores | Asistencia: 100 espectadores |

| 3 de septiembre de 2006 | Irak | 0 – 1 | Tayikistán     | Bishan Stadium, Bishan      |                             |
|                         |      |       | Karabaev 90+3' | Asistencia: 50 espectadores | Asistencia: 50 espectadores |

| 5 de septiembre de 2006 | Yemen        | 1 – 1 | Irak         | Bishan Stadium, Bishan      |                             |
|                         | Al-Ameri 81' |       | Mohammed 22' | Asistencia: 50 espectadores | Asistencia: 50 espectadores |

| 5 de septiembre de 2006 | Tayikistán          | 2 – 1 | Irán            | Bishan Stadium, Bishan       |                              |
|                         | Tukhtasunov 13' 23' |       | Daghaghelei 75' | Asistencia: 100 espectadores | Asistencia: 100 espectadores |

| 7 de septiembre de 2006 | Irán | 0 – 0 | Irak | Jalan Besar Stadium, Kallang   |  |
|                         |      |       |      | Asistencia: 1,257 espectadores |  |

| 7 de septiembre de 2006 | Yemen                           | 3 – 4 | Tayikistán                                      | Bishan Stadium, Bishan       |                              |
|                         | Al-Ameri 41' 90+2' · Omar 45+1' |       | Tokhirov 51' · Tukhtasunov 55' 82' · Vasiev 67' | Asistencia: 400 espectadores | Asistencia: 400 espectadores |

#### Grupo C
| Equipo          | Pts | PJ | PG | PE | PP | GF | GC | Dif |
| --------------- | --- | -- | -- | -- | -- | -- | -- | --- |
| Arabia Saudita  | 6   | 2  | 2  | 0  | 0  | 7  | 1  | +6  |
| Corea del Norte | 3   | 2  | 1  | 0  | 1  | 7  | 4  | +3  |
| Birmania        | 0   | 2  | 0  | 0  | 2  | 2  | 11 | -9  |

| 4 de septiembre de 2006 | Corea del Norte | 1 – 2 | Arabia Saudita                | Jalan Besar Stadium, Kallang   |                                |
|                         | An Il-Bom 43'   |       | Al-Dossari 46' · Fallatah 58' | Asistencia: 1,511 espectadores | Asistencia: 1,511 espectadores |

| 6 de septiembre de 2006 | Birmania                               | 2 – 6 | Corea del Norte                                                    | Jalan Besar Stadium, Kallang   |                                |
|                         | Ko Kyaw Ko 48' · Kyaing Aung Pyone 74' |       | Ri Myong-Jun 11' 36' · Ri Sang-Chol 45+2' 55' · O Jin-Hyok 60' 61' | Asistencia: 3,658 espectadores | Asistencia: 3,658 espectadores |

| 8 de septiembre de 2006 | Arabia Saudita                                                   | 5 – 0 | Birmania | Bishan Stadium, Bishan         |                                |
|                         | Al-Dossari 8' · Hazazi 29' 37' · Al-Matrafi 33' · Al-Shamari 82' |       |          | Asistencia: 1,500 espectadores | Asistencia: 1,500 espectadores |

#### Grupo D
| Equipo    | Pts | PJ | PG | PE | PP | GF | GC | Dif |
| --------- | --- | -- | -- | -- | -- | -- | -- | --- |
| China     | 7   | 3  | 2  | 1  | 0  | 9  | 3  | +6  |
| Siria     | 6   | 3  | 2  | 0  | 1  | 9  | 1  | +8  |
| Vietnam   | 4   | 3  | 1  | 1  | 1  | 5  | 5  | 0   |
| Bangladés | 0   | 3  | 0  | 0  | 3  | 0  | 14 | -14 |

| 4 de septiembre de 2006 | China            | 1 – 0 | Siria | Bishan Stadium, Bishan       |                              |
|                         | Wang Yongxin 89' |       |       | Asistencia: 100 espectadores | Asistencia: 100 espectadores |

| 4 de septiembre de 2006 | Bangladés | 0 – 2 | Vietnam                                          | Bishan Stadium, Bishan       |                              |
|                         |           |       | Tran Viet Trung 55' · Hoang Danh Ngoc 72' (pen.) | Asistencia: 300 espectadores | Asistencia: 300 espectadores |

| 6 de septiembre de 2006 | Siria                                                               | 7 – 0 | Bangladés | Bishan Stadium, Bishan       |                              |
|                         | Jaafar 8' 61' (pen.) · Midou 10' 15' 56' · Solaiman 12' · Ajouz 42' |       |           | Asistencia: 100 espectadores | Asistencia: 100 espectadores |

| 6 de septiembre de 2006 | Vietnam                                                         | 3 – 3 | China                                     | Bishan Stadium, Bishan       |                              |
|                         | Tran Viet Trung 29' · Dao Ngoc Phuoc 31' · Nguyen Van Trung 73' |       | Wang Yunlong 64' (pen.) 79' · Ma Long 90' | Asistencia: 200 espectadores | Asistencia: 200 espectadores |

| 8 de septiembre de 2006 | China                                             | 5 – 0 | Bangladés | Jalan Besar Stadium, Kallang   |                                |
|                         | Ma Long 27' 81' · Gao Di 42' 45' · Li Haifang 76' |       |           | Asistencia: 2,402 espectadores | Asistencia: 2,402 espectadores |

| 8 de septiembre de 2006 | Siria                 | 2 – 0 | Vietnam | Bishan Stadium, Bishan         |                                |
|                         | Midou 80' · Ajouz 83' |       |         | Asistencia: 1,000 espectadores | Asistencia: 1,000 espectadores |

### Segunda fase
|  | Cuartos de final           | Cuartos de final           |                            |            | Semifinales  | Semifinales  |  |  | Final                      | Final |
|  |                            |                            |                            |            |              |              |  |  |                            |       |
|  | Singapur, 11 de septiembre |                            |                            |            |              |              |  |  |                            |       |
|  |                            |                            |                            |            |              |              |  |  |                            |       |
|  | Japón                      | 1 (8)                      |                            |            |              |              |  |  |                            |       |
|  | Japón                      | 1 (8)                      | Singapur, 14 de septiembre |            |              |              |  |  |                            |       |
|  | Irán                       | 1 (7)                      |                            |            |              |              |  |  |                            |       |
|  | Irán                       | 1 (7)                      | Japón                      | 2          |              |              |  |  |                            |       |
|  | Singapur, 11 de septiembre |                            | Japón                      | 2          |              |              |  |  |                            |       |
|  |                            | Siria                      | 0                          |            |              |              |  |  |                            |       |
|  | Arabia Saudita             | Siria                      | 0                          | 1          |              |              |  |  |                            |       |
|  | Arabia Saudita             |                            | Singapur, 17 de septiembre | 1          |              |              |  |  |                            |       |
|  | Siria                      | 2                          |                            |            |              |              |  |  |                            |       |
|  | Siria                      | 2                          | Japón (te)                 | 4          |              |              |  |  |                            |       |
|  | Singapur, 11 de septiembre |                            | Japón (te)                 | 4          |              |              |  |  |                            |       |
|  |                            | Corea del Norte            | 2                          |            |              |              |  |  |                            |       |
|  | Tayikistán                 | Corea del Norte            | 2                          | 1          |              |              |  |  |                            |       |
|  | Tayikistán                 | Singapur, 14 de septiembre |                            | 1          |              |              |  |  |                            |       |
|  | Corea del Sur              | 0                          |                            |            |              |              |  |  |                            |       |
|  | Corea del Sur              | 0                          | Tayikistán                 | 0          | Tercer lugar | Tercer lugar |  |  |                            |       |
|  | Singapur, 11 de septiembre |                            | Tayikistán                 | 0          |              |              |  |  |                            |       |
|  |                            | Corea del Norte            | 3                          |            |              |              |  |  |                            |       |
|  | China                      | Corea del Norte            | 3                          | 1          | Siria        | 3 (4)        |  |  |                            |       |
|  | China                      |                            |                            | 1          | Siria        | 3 (4)        |  |  |                            |       |
|  | Corea del Norte (te)       | 2                          |                            | Tayikistán | 3 (5)        |              |  |  |                            |       |
|  | Corea del Norte (te)       | 2                          |                            |            | 3 (5)        |              |  |  |                            |       |
|  |                            |                            |                            |            |              |              |  |  | Singapur, 17 de septiembre |       |
|  |                            |                            |                            |            |              |              |  |  |                            |       |

#### Cuartos de final
| 11 de septiembre de 2006 | Japón | 1 – 1 (t. s.)(8 – 7 p.)    | Irán | Jalan Besar Stadium, Kallang |                              |
|                          | Kakitani 14'                                                                                                   |                            | Alimohammadi 73' | Asistencia: 300 espectadores | Asistencia: 300 espectadores |
|                          | | Tiros desde el punto penal | |                              |                              |
|                          | Mizunuma · Tanaka · Hironaga · Higa · Kai · Yamazaki · Kanai · Okamoto · Yamada · Kakitani · Mizunuma · Tanaka |                            | Alimohammadi · Ehsan Hajysafi · Seyed Amiri · Shahryar Shirvand · Mehdi Daghagheleh · Hamidreza Aliasgari · Karim Ansari · Arash Gholizadeh · Bakhtiar Rahmani · Noushi Sofiani · Alimohammadi · Ehsan Hajysafi |                              |                              |

| 11 de septiembre de 2006 | Tayikistán | 1 – 0 | Corea del Sur | Jalan Besar Stadium, Kallang   |                                |
|                          | Vasiev 81' |       |               | Asistencia: 2,346 espectadores | Asistencia: 2,346 espectadores |

| 11 de septiembre de 2006 | Arabia Saudita | 1 – 2 | Siria         | Bishan Stadium, Bishan      |                             |
|                          | Al-Dossari 46' |       | Jaafar 9' 74' | Asistencia: 50 espectadores | Asistencia: 50 espectadores |

| 11 de septiembre de 2006 | China      | 1 – 2 (t. s.) | Corea del Norte                    | Bishan Stadium, Bishan       |                              |
|                          | Gao Di 16' |               | Ri Myong-Jun 20' · O Jin-Hyok 110' | Asistencia: 300 espectadores | Asistencia: 300 espectadores |

#### Semifinales
| 14 de septiembre de 2006 | Japón                    | 2 – 0 | Siria | Jalan Besar Stadium, Kallang |                              |
|                          | Saito 69' · Kakitani 79' |       |       | Asistencia: 500 espectadores | Asistencia: 500 espectadores |

| 14 de septiembre de 2006 | Tayikistán | 0 – 3 | Corea del Norte                      | Jalan Besar Stadium, Kallang   |                                |
|                          |            |       | An Il-Bom 26' 53' · Ri Sang-Chol 38' | Asistencia: 2,654 espectadores | Asistencia: 2,654 espectadores |

#### Tercer lugar
| 17 de septiembre de 2006 | Siria                                  | 3 – 3 (t. s.) | Tayikistán | Jalan Besar Stadium, Kallang |                              |
|                          | Jaafar 45+1' 94' · Soaliman 50' (pen.) |               |            | Asistencia: 300 espectadores | Asistencia: 300 espectadores |

#### Final
| 17 de septiembre de 2006 | Japón                                        | 4 – 2 (t. s.) | Corea del Norte                  | Jalan Besar Stadium, Kallang   |                                |
|                          | Kakitani 57' · Hanato 78' · Kawano 113' 120' |               | O Jin-Hyok 7' · Ri Sang-Chol 25' | Asistencia: 3,346 espectadores | Asistencia: 3,346 espectadores |

## Campeón
| Bandera de Japón |
| Campeón Japón    |
| Segundo título   |

## Premios

### Goleadores
| Jugador               | Selección       | Goles |
| --------------------- | --------------- | ----- |
| Mohamad Jaafr         | Siria           | 6     |
| Yoichiro Kakitani     | Japón           | 4     |
| Kota Mizunuma         | Japón           | 4     |
| O Jin-Hyok            | Corea del Norte | 4     |
| Ri Sang-Chol          | Corea del Norte | 4     |
| Mhd. Darwish Midou    | Siria           | 4     |
| Davronjon Tukhtasunov | Uzbekistán      | 4     |

### Mejor jugador
| Jugador           | Selección |
| ----------------- | --------- |
| Yoichiro Kakitani | Japón     |

## Clasificados
| Japón | Corea del Norte | Tayikistán | Siria |
| ----- | --------------- | ---------- | ----- |